# IC 3807
IC 3807 ist ein inexistentes Objekt, welches der Astronom Lewis Swift am 23. Februar 1898 fälschlich als IC-Objekt beschrieb.